# Seorsumuscardinus
Seorsumuscardinus este un gen de hârciogi fosili de la începutul Miocenului din Europa. Este cunoscut din zona MN 4 (a se vedea MN zonificare) în Oberdorf, Austria; Karydia, Grecia; și Tägernaustrasse-Jona, Elveția, și din zona de MN 5 într-un singur sit la Affalterbach, Germania.   Înregistrările MN4 sunt plasate în specia S. alpinus și unica înregistrare MN 5 este clasificată ca specia S. bolligeri. Aceasta din urmă a fost plasată într-un gen separat, Heissigia, când a fost descrisă pentru prima dată în 2007, dar a fost reclasificată ca o a doua specie de Seorsumuscardinus în 2009.
Cele două specii de Seorsumuscardinus sunt recunoscute după dinții izolați, care arată că erau hârciogi cu dinți lați. Dinții sunt toți caracterizați de lungi creste transversale cuplate cu altele mai scurte. Una dintre aceste creste, anterotropidă, distinge cele două specii, ea fiind prezentă în molarii inferiori ai S. alpinus, dar nu în cei ai S. bolligeri. O altă creastă, centrolopha, ajunge la marginea externă a primului molar superior la S. bolligeri, dar nu și la S. alpinus. Seorsumuscardinus poate fi  asociat lui Muscardinus, genul actualului pârș de alun, care apare  aproximativ în același timp, și cu mai vechiul Glirudinus.

## Taxonomie
În 1992, Thomas Bolliger a descris niște dinți de Seorsumuscardinus din localitatea elvețiană  Tägernaustrasse (MN 4; Miocenul timpuriu, vezi MN zonificare) ca un hârciog nedefinit (familie Gliridae), probabil, înrudit cu Eomuscardinus. Șase ani mai târziu, Hans de Bruijn a numit noul gen și specie Seorsumuscardinus alpinus pe baza materialului din Oberdorf, Austria (de asemenea MN 4) și a inclus fosile din Tägernaustrasse și de Karydia, Grecia (MN 4) în Seorsumuscardinus. În 2007, Jerome Prieto și Madeleine Böhme au numit Heissigia bolligeri ca un nou gen și specie din Affalterbach în Bavaria (MN 5, mai tânăr decât MN 4), dar nu au comparat noul gen cu Seorsumuscardinus. Doi ani mai târziu, Prieto a publicat o notă pentru a compara cele două și a concluzionat că acestea au fost referable la același gen, dar specii diferite. Astfel, genul Seorsumuscardinus include acum specia Seorsumuscardinus alpinus, MN 4 și S.bolligeri,          MN 5. Prieto a plasat provizoriu materialul  din Tägernaustrasse la S. alpinus. El a menționat, de asemenea, Pentaglis földváry, un nume dat unui singur molar superior din Miocenul mediu din Ungaria, care este acum pierdut. Deși specimenul prezintă unele asemănări cu Seorsumuscardinus, publicat ilustrațiile publicate sunt prea sărace pentru a confirma identitatea cu Pentaglis, și Prieto consideră că acest ultim nume este un neidentificabil nomen dubium.

## Descriere
| Dinte | Măsurare | Affalterbach | Oberdorf  |
| --- | -------- | ------------ | --------- |
| P4 | Lungime  | 1.03         | 0.93–0.97 |
| P4 | Lățime   | 1.07         | 1.06–11.2 |
| M1 | Lungime  | 1.26         | 1.20–1.29 |
| M1 | Lățime   | 1.40         | 1.31–1.43 |
| M2 | Lungime  | 1.14–1.22    | 1.21–1.24 |
| M2 | Lățime   | 1.37–1.50    | 1.33–1.45 |
| M3 | Lungime  | 1.05         | 1.03      |
| M3 | Lățime   | 1.25         | 1.19      |
| p4 | Lungime  | –            | 0.80      |
| p4 | Lățime   | –            | 0.65      |
| m1 | Lungime  | 1.35         | 1.25–1.27 |
| m1 | Lățime   | 1.28         | 1.26–1.31 |
| m2 | Lungime  | 1.28         | –         |
| m2 | Lățime   | 1.40         | –         |
| m3 | Lungime  | –            | 1.15–1.28 |
| m3 | Lățime   | –            | 1.06–1.27 |
| Toate măsurătorile sunt în milimetri. P4: al patrulea premolar superior; M1: primul molar superior; etc. p4: al patrulea premolar inferior; m1: primul molar inferior; etc. |          |              |           |

Numai dinții laterali ai Seorsumuscardinus sunt cunoscuți; aceștia includ cel de-al patrulea premolar și trei molari în maxilarul superior și în fălci (mandibula). Dinții sunt mijlocii pentru un hârciog și au o suprafață plată ocluzivă. S. bolligeri este puțin mai mare decât S. alpinus.

### Partea superioară a dentiției
Cea de-al patrulea premolar superior (P4) are patru creste transversale principale; descrierea S. bolligeri menționează o creastă suplimentară, plasat central mici crest. De Bruijn interpretat patru principal vreme ca anteroloph, protoloph, metaloph, și posteroloph din față spre spate și a scris că aceste crestele nu sunt conectat pe părțile laterale ale dintelui. Prieto și Böhme rețineți că posteroloph este convexă pe marginea din spate a dintelui. În Muscardinus, numărul de creste pe P4 variază de la cinci în Muscardinus sansaniensis la două în M. pliocaenicus și de viață hazel alunarilor, dar protoloph și metaloph sunt întotdeauna legate în limbi (partea interioară) a dintelui. P4 este de două înrădăcinate în S. alpinus și trei înrădăcinate în S. bolligeri.

## Gama
..În MN 4, Seorsumuscardinus a fost înregistrat la Oberdorf, Austria (siturile 3 și 4, în care s-au adunat dinți Seorsumuscardinus alpinus); Karydia, Grecia (S. alpinus); și Tägernaustrasse, Elveția (5 dinți; S. cf. alpinus). La Affalterbach, Germania, au fost găsiți 10 dinti de S. bolligeri .  În toate aceste localități, este parte a unui divers alunarilor faună. Pentru că distribuțiile celor două specii cunoscute sunt temporar distincte, Prieto a sugerat că genul poate fi util pentru biostratigrafie (utilizarea de fosile pentru a determina vârsta depozitelor). Seorsumuscardinus a avut loc în același timp cu mai vechi cunoscutul  Muscardinus